# Nepeta beltranii
Nepeta beltranii là một loài thực vật có hoa trong họ Hoa môi. Loài này được Pau mô tả khoa học đầu tiên năm 1912.